# Brigitte Franzen

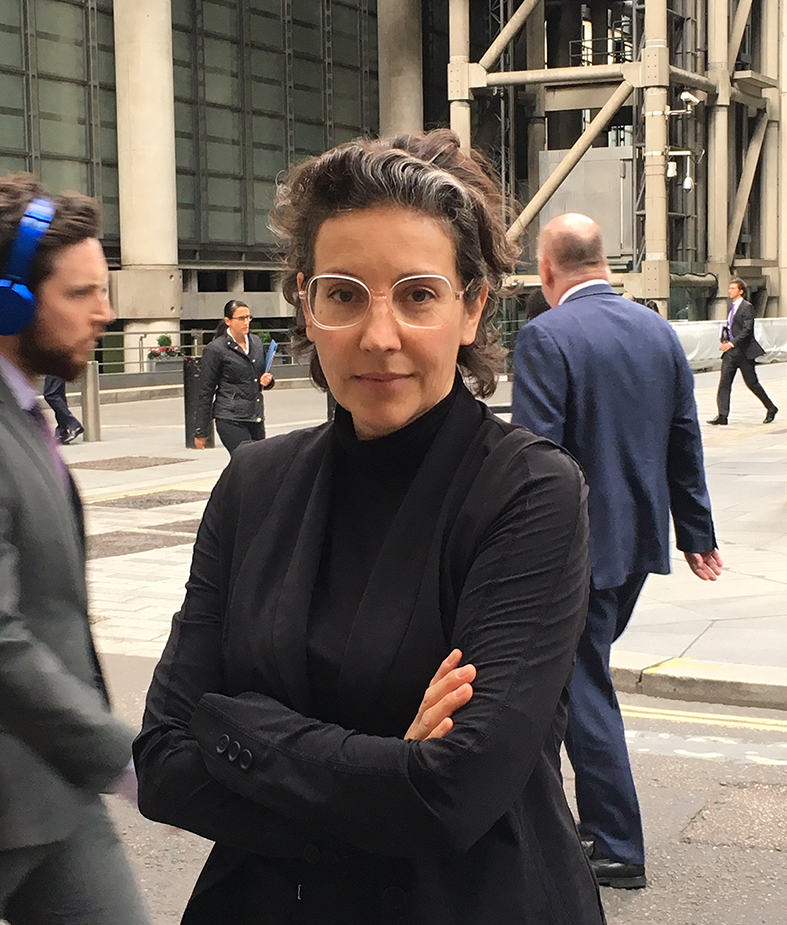
Brigitte Franzen (2018)

Brigitte Franzen (* 1966 in Freiburg im Breisgau) ist Kunst- und Kulturwissenschaftlerin und Kuratorin.
2009 bis 2015 war sie Direktorin des Ludwig Forums für Internationale Kunst. Seit 2015 war sie Vorstand der Peter und Irene Ludwig Stiftung, die weltweit mit 28 Museen und Institutionen aus dem Bereich der Bildenden Kunst, Kulturanthropologie und Archäologie verbunden ist. Von 2021 bis 2024 war sie  Direktorin des Senckenberg Naturmuseums in Frankfurt am Main. Seit 1. Oktober 2024 ist sie die Präsidentin der Hochschule für Gestaltung Offenbach.

## Leben und Werk
Brigitte Franzen ist als Tochter des Paläontologen Jens Lorenz Franzen und einer Lehrerin in Frankfurt am Main aufgewachsen. Sie studierte an den Universitäten in Karlsruhe, Wien und Marburg an der Lahn die Fächer Kunstgeschichte, Europäische Ethnologie, Germanistik und Soziologie. Anschließend lehrte sie an der Fakultät für Architektur der Bergischen Universität Wuppertal und der Technischen Universität Graz. Weitere Lehraufträge hatte sie u. a. an der Akademie der Bildenden Künste München, der Universität zu Köln und der Ruhr-Universität Bochum inne. Seit 1990 war sie im Ausstellungs- und Museumsbetrieb unter anderem im Museum für Moderne Kunst in Frankfurt am Main, im Badischen Landesmuseum Karlsruhe und im Forum Stadtpark Graz tätig.
Von 2005 bis 2008 arbeitete Franzen als Kuratorin für Gegenwartskunst am Westfälischen Landesmuseum in Münster und gründete bereits zu Beginn ihrer Tätigkeit das Skulptur Projekte Archiv in Münster. Die vierte Ausgabe der Skulptur.Projekte-Münster, des internationalen Referenzprojekts für Kunst in öffentlichen Raum, kuratierte sie im Jahr 2007 gemeinsam mit Kasper König und Carina Plath.
2009 wechselte Franzen nach Aachen und übernahm als Direktorin die Leitung des Ludwig Forums für internationale Kunst. Mitte 2015 schied sie aus ihrem Amt aus, nachdem sie zum Vorstand der Peter und Irene Ludwig-Stiftung berufen wurde.
Seit 1993 betreute Franzen zahlreiche Ausstellungsprojekte zur Kunst und Architektur des 20. und 21. Jahrhunderts, darunter Stephen Willats (2008), Ergin Cavusoglu (2009), West Arch – A New Generation in Architecture (2010), Pawel Althamer (2011), Hyper Real – Kunst und Amerika um 1970 (2011), Phyllida Barlow (2012), Die Stadt, die es nicht gibt (2012), Nancy Graves Project (2013), Kinderkönigreich (2014), Le Souffleur. Schürmann trifft Ludwig (2015), Mies van der Rohe (2016) und Michel Majerus (2017/18). 2019 war sie Kuratorin der Fellbach Triennale und organisierte dort die Ausstellung „40.000 - Ein Museum der Neugier“, das die früheste, 40.000 Jahre alte Kunst mit der Gegenwartskunst in Verbindung brachte. Gemeinsam mit Benjamin Dodenhoff konzipierte sie zuletzt die Ausstellung „The Cool and the Cold. Malerei aus den USA und der UdSSR 1960-1990“. Das Projekt wird im Herbst 2021 im Martin-Gropius-Bau in Berlin präsentiert. Ihren kuratorischen Ansatz bezeichnet sie als „forschendes Kuratieren“.
2018 wurde Franzen, gemeinsam mit Andreas Beitin und Holger Otten, der Justus-Bier-Preis für Kuratoren der Helga-Pape-Stiftung verliehen.
Franzen hat u. a. mit Künstlern wie Nairy Baghramian, Lewis Baltz, Tania Bruguera, Jeremy Deller, Hans-Peter Feldmann, Dora García, Isa Genzken, Dominique Gonzalez-Foerster, Sofia Hultén, Thomas Kilpper, Suchan Kinoshita, Barbara Kruger, Armin Linke, Deimantas Narkevičius, Martha Rosler, Wilhelm Schürmann, Thomas Schütte, Andreas Siekmann, Rosemarie Trockel, Joëlle Tuerlinckx, Silke Wagner, Clemens von Wedemeyer, Pae White, Haegue Yang und Tobias Zielony zusammengearbeitet.
Darüber hinaus veröffentlichte sie als Autorin und Herausgeberin zahlreiche Publikationen zur Kunst des 20. und 21. Jahrhunderts, Architektur, Landschaftstheorie und Kulturgeschichte der Natur, etwa zur Auseinandersetzung mit Gärten in der zeitgenössischen Kunst und deren Grundlagen. Franzen trat am 1. Januar 2021 ihr Amt als neue Direktorin des Frankfurter Senckenberg Naturmuseums an.
Seit 1. Oktober 2024 leitet sie als Präsidentin in der Nachfolgerin von Bernd Kracke die Hochschule für Gestaltung Offenbach.

## Veröffentlichungen (Auswahl)
- Die Siedlung Dammerstock in Karlsruhe 1929: Zur Vermittlung des Neuen Bauens. Marburg: Jonas 1993, ISBN 978-3-89445-156-1.
- Die Vierte Natur, Gärten in der zeitgenössischen Kunst. Köln: Walther König 2000, ISBN 978-3-88375-357-7.
- Landschaftstheorie. Mit Stephanie Krebs (Hrsg.), Köln: Walther König 2005, ISBN 978-3-88375-909-8.
- skulptur projekte münster 07, hrsg. v. Brigitte Franzen, Kasper König, Carina Plath, Konzeption: Brigitte Franzen, Köln: König 2007
- Hyper Real, hrsg. v. Brigitte Franzen und Susanne Neuburger, Wien: MuMoK, Aachen: Ludwig Forum, Budapest: Ludwig Muzeum, Köln: König 2010
- atelier le balto, les pieds sur terre, hrsg. von Brigitte Franzen, Köln: König, (= Band 3 der Reihe Gegenwartskunst + Theorie), 2010
- Closer than Fiction – Amerikanische Bildwelten um 1970, hrsg. von Brigitte Franzen und Anna Sophia Schultz, mit Texten u. a. von Manfred Henningsen, Hans-Christian Dany, Klaus Hecken, Uwe M. Schneede, John Brinckerhoff Jackson, Martino Stierli, Lucy Lippard, Köln: König 2011
- Phyllida Barlow – Brink, mit Texten von Heike Munder, Brigitte Franzen und einem Interview von Lutz Bernhard mit Phyllida Barlow, Köln: König 2012
- Nancy Graves Project & Special Guests, hrsg. v. Brigitte Franzen und Annette Lagler, Stuttgart: Hatje-Cantz, 2013
- Susan Philipsz: You are not alone, hrsg. v. Brigitte Franzen, James Lingwood, Köln: König, 2014
- Mies van der Rohe. Montage, Collage, hrsg. v. Andreas Beitin, Wolf Eiermann und Brigitte Franzen, London: Koenig Books, 2017